# Função n-linear
Em álgebra linear, uma função n-linear,ou na maioria das vezes chamada de função multilinear, é a generalização da forma bilinear, para um número finito de componentes.
Em outras palavras, sendo V e W espaços vetoriais sobre um corpo K,
{\displaystyle f(v_{1},v_{2},\dots v_{n}):V^{n}\to W}
é uma função n-linear quando, fixadas todas componentes menos uma, ela é uma função linear nesta.
Quando o contradomínio da função é o conjunto dos escalares, a função se chama forma multilinear.

## Exemplo
Toda forma n-linear de {\displaystyle \mathbb {R} ^{n}} em {\displaystyle \mathbb {R} } pode ser escrita da seguinte maneira:
{\displaystyle f(x_{1},x_{2},\dots x_{n})=Cx_{1}\cdot x_{2}\cdots x_{n}}
onde {\displaystyle C} é uma constante. Esta igualdade pode ser provada facilmente usando indução em {\displaystyle n}.